# Dabancheng
Dabancheng (en chino, 达坂城区; pinyin, Dábǎnchéng qū, en uigur: داۋانچىڭ رايونى, romanizado: Dawanching rayoni) es un distrito urbano bajo la administración directa de la Prefectura Urumqi en la Región autónoma de Sinkiang, República Popular China. Su área es de 4768 km² y su población total para 2020 superó los 40 mil habitantes.

## Administración
Desde octubre de 2021, el distrito de Dabancheng se divide en 7 pueblos que se administran en 3 subdistritos, 1 poblado y 3 villas.